# Psylliodes frivaldszkyi
Psylliodes frivaldszkyi es una especie de insecto coleóptero de la familia Chrysomelidae.
Fue descrita científicamente en 1888 por Weise.